# Gabriela Rodríguez (futbolista)
Gabriela Rodríguez (Santander de Quilichao, Colombia; 10 de mayo de 2005) es una futbolista colombiana. Juega como mediocampista en el América de Cali de la Liga Profesional Femenina.

## Selección nacional
Debutó con la selección mayor de Colombia el 13 de abril de 2021 contra Ecuador en un partido amistoso.
El 3 de julio de 2022 es convocada por el técnico Nelson Abadía para la Copa América Femenina 2022 a realizarse en Colombia.

### Participaciones en Campeonatos Sudamericanos
| Competición                            | Sede    | Resultado   |
| -------------------------------------- | ------- | ----------- |
| Campeonato Sudamericano Sub-20 de 2022 | Chile   | Subcampeona |
| Campeonato Sudamericano Sub-17 de 2022 | Uruguay | Subcampeona |

### Participaciones en Copa América
| Copa                       | Sede     | Resultado   | Partidos | Goles |
| -------------------------- | -------- | ----------- | -------- | ----- |
| Copa América Femenina 2022 | Colombia | Subcampeona | 1        | 0     |

### Participaciones en Mundiales
| Copa                | Sede       | Resultado        | Partidos | Goles |
| ------------------- | ---------- | ---------------- | -------- | ----- |
| Mundial Sub-20 2022 | Costa Rica | Cuartos de final | 4        | 0     |
| Mundial Sub-17 2022 | India      | Subcampeona      | 4        | 0     |
| Mundial Sub-20 2024 | Colombia   | Cuartos de final | 5        | 0     |

## Clubes
| Club            | País     | Año           |
| --------------- | -------- | ------------- |
| América de Cali | Colombia | 2020-presente |

## Palmarés

### Títulos nacionales
| Título                       | Club            | País     | Año  |
| ---------------------------- | --------------- | -------- | ---- |
| Liga Femenina                | América de Cali | Colombia | 2019 |
| Liga Femenina                | América de Cali | Colombia | 2022 |
| Juegos Deportivos Nacionales | Valle del Cauca | Colombia | 2023 |

### Títulos internacionales
| Título              | Club                      | Sede     | Año  |
| ------------------- | ------------------------- | -------- | ---- |
| Juegos Bolivarianos | Selección femenina sub-20 | Colombia | 2022 |

### Distinciones individuales
| Distinción                                  | Año  |
| ------------------------------------------- | ---- |
| Máxima goleadora en los Juegos Bolivarianos | 2022 |